# 567329 Zinaida
567329 Zinaida este o planetă minoră (asteroid) din Asteroid troian al lui Jupiter. A fost descoperită pe 24 septembrie 2009 la  de . 
Obiectul prezintă o orbită caracterizată de o semiaxă mare de 5,1546149738652 UAi, o excentricitate de 0,13212018446127, o înclinație de 19,562186599257 ° în raport cu ecliptica.